# Ungersheim
Ungersheim település Franciaországban, Haut-Rhin megyében. Lakosainak száma 2440 fő (2022. január 1.). Ungersheim Réguisheim, Merxheim, Raedersheim, Feldkirch, Pulversheim, Ensisheim és Staffelfelden községekkel határos.

## Népesség
A település népessége az elmúlt években az alábbi módon változott:
| Lakosok száma | 2080 | 2177 | 2290 | 2341 | 2379 | 2381 | 2422 | 2432 | 2440 |
|               | 2013 | 2015 | 2016 | 2017 | 2018 | 2019 | 2020 | 2021 | 2022 |